# Quinqueremis

A három evezősor elhelyezése a triérészen

Felvont csapóhíd elhelyezésének vázlata

A quinqueremis az ókori Mediterráneumban használt, áruszállításra és hadi célokra is használt gályatípus, amit a négyszögvitorlával felszerelt egyiptomi hajók továbbfejlesztett változatának tekinthetjük.
Annak ellenére, hogy például az első pun háborúban ilyen gályákból állt mindkét flotta főereje, annyira kevés adat maradt fenn róla, hogy még megnevezésének jelentése is vitatott. Hagyományosan ötsorevezősnek tartották, ezt azonban nem lehetett összeegyeztetni az egyéb tényekkel. A 20. század második felétől a szó „ötevezős” értelmezése terjedt el. A 2020-as évekre jóformán mindenki egyetért abban, hogy háromnál több evezősor egyetlen gályában sem lehetett, sőt, a legtöbb hadihajó kétsorevezős volt.

## Leírása
A triérészhez hasonlóan sokkal hosszabb volt, mint amilyen széles. A három evezősort is a a triérészhez hasonlóan helyezték el: egyet a hajó törzsében, kettőt a víz fölé kinyúló evezőszekrényben. A felső kettőben evezőnként két-két, az alsóban pedig egy-egy ember húzott, így jön ki az elnevezésben szereplő ötös szám. A mintegy kétszázhetven evezős és harminc tengerész mellett kb. százhúsz tengerészgyalogos fért el rajta. Akárcsak a kereszténység előtti korok valamennyi harci gályáján, ezen is hivatásos evezősök dolgoztak; rabszolgákat nem fogtak be erre a munkára.
A hosszú és meglehetősen lapos fenekű hajók a hajók jellemző merülése 90 centiméter körül volt. Csak egy kormányevezőjük volt, méghozzá a jobb oldalon. A hajó orrát faragott lófejjel díszítették, tatját pedig halfarokkal. A vízszivárgás ellen a palánkok közötti réseket növényi törmelékkel: náddal vagy más növényi rostokkal szigetelték. Hogy a víztől megduzzadó törmelék ne essen ki a másik oldalon, azt úgynevezett iszkába-lécekkel szorították le. A víz alatti felületeket lehetőleg latákiai bitumennel védték, vízhatlanították.
Mindig fedett volt, felső evezősei az evezőszekrényben ültek. A fedélzetén volt hely a néhány hajítógépnek és a harcosoknak. A felszereléshez árbóc és a vitorla is tartozott, hadi küldetésre indulva azonban ezeket a parton hagyták.
Jellemzően bronz (bevonatú) döfőorral (rostrum) szerelték fel. A rómaiak i.e. 260-ban, az első pun háborúhoz épített flottájában 100 quinqueremist is készítettek. Ezekre szerelték fel a háborút eldöntő nagy technikai újításukat, a csapóhidat (corvus). Ez egy kb. 12 m hosszú és több mint 1 m széles híd volt, egyik végében több mint fél méter széles bevágással, amelybe 8 m hosszú és mintegy negyed méter átmérőjű rudat rögzítettek. A szerkezetet a hajó orrában helyezték el. A híd túlsó végében alul egy vashorog volt, felül pedig egy gyűrű, amelyből kötél vezetett a rúd csúcsához, lehetővé téve a híd kiemelését. A hirtelen leengedett híd végén a vashorog beleakadt az ellenséges hajó fedélzetébe, és a római katonák átrohanhattak a túloldalra. Ahhoz, hogy a hajók elbírják a csapóhidat, a korábbiaknál szilárdabbra és vaskosabbra kellett őket, amitől lassabbak és kevésbé fordulékonyak lettek.